# 배빗메탈

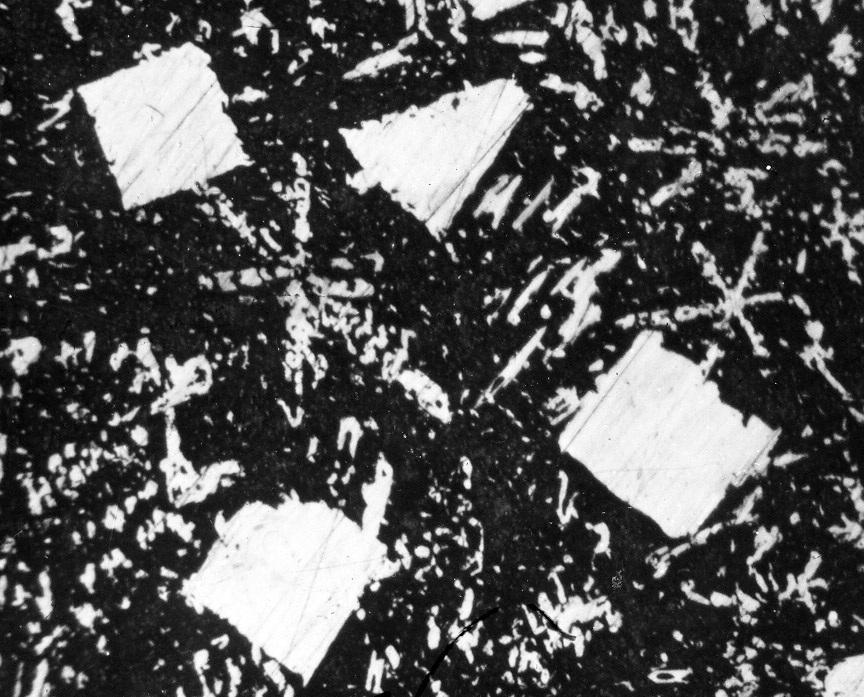
배빗의 미세구조

배빗 메탈(Babbitt metal)은 미끄럼 베어링용의 합금이다. 화이트 메탈이라고도 불린다. 1839년 아이잭 배빗이 발명했다.
일반적인 배빗메탈의 조성은 이하와 같다.
- 90% 주석 - 10% 구리
- 89% 주석 - 7% 안티몬 - 4% 구리
- 80% 납 - 15% 안티몬 - 5% 주석

기본적으로 저하중용의 합금이므로, 현재는 엔진용 미끄럼 베어링 표면의 마찰을 개선하기 위해 0.1mm 이하의 박막 형태로 이용된다.